# Pankratius von Dinkel

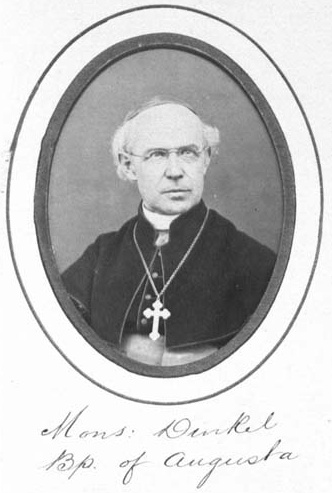
Bischof Pankratius von Dinkel, offizielles Foto aus dem Album der Konzilsväter, 1870

Pankratius von Dinkel

Pankratius von Dinkel (* 9. Februar 1811 in Staffelstein; † 8. Oktober 1894 in Augsburg) war von 1858 bis zu seinem Tode Bischof von Augsburg.

## Leben
Pankratius von Dinkel wurde als Sohn eines Gastwirts und Bürgermeisters geboren. Nach dem Abitur im Jahr 1828 studierte er am Bamberger Lyceum Philosophie und Katholische Theologie. Er wurde am 31. August 1834 vom Bamberger Erzbischof Joseph Maria von Fraunberg zum Priester geweiht. Dinkel war als Kaplan an der Pfarrkirche St. Martin in Forchheim tätig. Im Jahr 1843 wurde er Pfarrer in Erlangen, wo er bis zum Jahr 1858 wirkte. Zu seinem Weggang aus Erlangen wurde er mit der Ehrenbürgerwürde der Stadt ausgezeichnet.
Pankratius von Dinkel wurde Nachfolger von Michael von Deinlein als Bischof von Augsburg. Am 21. November 1858 fand seine Inthronisierung im Augsburger Dom durch den Erzbischof von München, Gregor von Scherr, statt. Bald führte Bischof Pankraz einen neuen Katechismus sowie 1860 ein neues Gesang- und Gebetbuch („Laudate“) ein. Er veranlasste die Restaurierung des Augsburger Doms und der Kirche St. Ulrich und Afra. 
Als Teilnehmer am ersten Vatikanischen Konzil stand er auf Seiten der Bischöfe, die die Unfehlbarkeit des Papstes ablehnten.
Im Kulturkampf nahm er zahlreiche Priester und Theologiestudenten auf, die aus Preußen ausgewiesen worden waren.
Vielfach wird er als der im 19. Jahrhundert bedeutendste Bischof von Augsburg angesehen.